# Nicola Gardini
Nicola Gardini (Petacciato, 1965) è uno scrittore, latinista e pittore italiano.

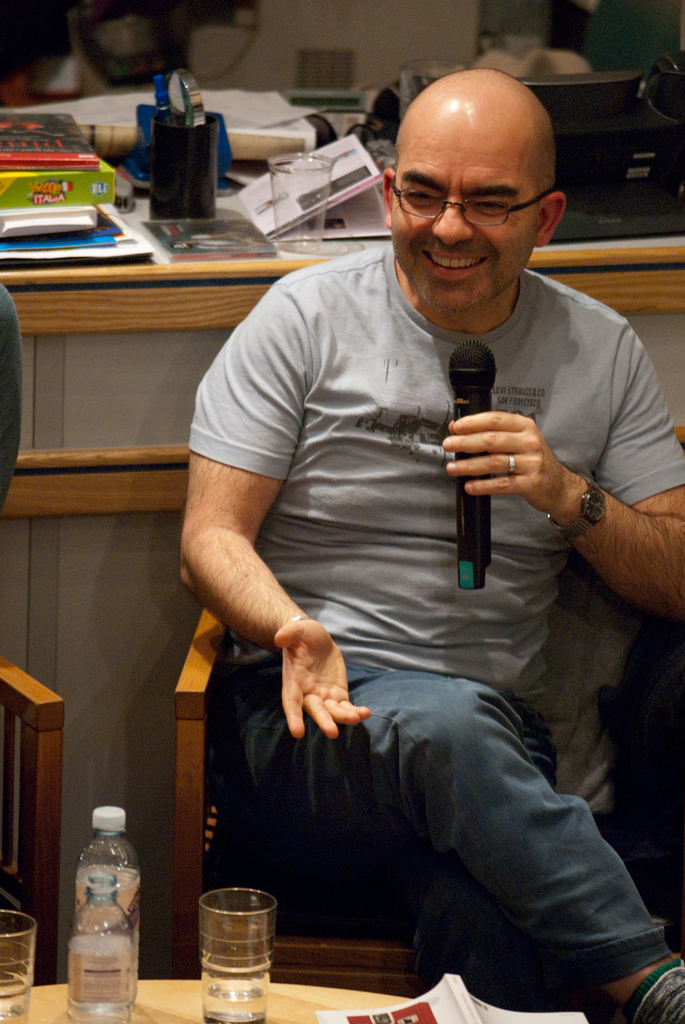
Nicola Gardini

Autore di romanzi, raccolte di poesia, saggi e traduzioni letterarie, è molto attivo anche come articolista (il Domenicale di Il Sole 24 Ore, il Corriere della Sera, Il Fatto Quotidiano, le riviste Poesia e Times Literary Supplement) e come pittore.

## Biografia
Nato a Petacciato (in provincia di Campobasso), ma cresciuto a Milano, dove ha frequentato il liceo classico Alessandro Manzoni e si è laureato in lettere classiche col Professor Alberto Grilli (tesi su Ammiano Marcellino), si è trasferito a New York dopo la laurea a studiare letteratura comparata con il Professor Daniel Javitch (tesi di dottorato sull'imitazione della poesia latina e greca nella lirica rinascimentale europea) e oggi è professore di letteratura italiana e comparata presso l'Università di Oxford. Ha insegnato precedentemente alla New School di New York, al liceo Classico "Pietro Verri" di Lodi e al liceo "Manzoni" di Milano. Il suo esordio in poesia è stato con La primavera (Einaudi, 1995). Ha composto versi anche nel dialetto della madre, una varietà di molisano, in greco antico e in latino, provandosi in stili e metri diversi. In prosa particolarmente significativi i romanzi Lo sconosciuto (Sironi, 2007), I baroni (Feltrinelli, 2009), Le parole perdute di Amelia Lynd (Feltrinelli, 2012, Premio Viareggio e Zerilli-Marimò, tradotto in inglese come Lost Words, New Directions, 2016) e La vita non vissuta (Feltrinelli, 2015).
Ha tradotto classici antichi (Ovidio, Marco Aurelio, Catullo), ma anche molti autori più vicini al presente (Woolf, Dickinson, Hughes, Auden, Simić), approfondendo il tema del rapporto tra le culture dei vari tempi della civiltà. Numerose sue traduzioni, da varie lingue, sono apparse sulla rivista Poesia, di cui è stato per molti anni il codirettore. Sul tradurre ha scritto il saggio in versi Tradurre è un bacio (Ladolfi, 2015).

## La pittura
Nicola Gardini è interessato all'arte fin da bambino. Comincia a dipingere con impegno verso i trentacinque anni, dopo aver ricevuto in dono i colori, i pennelli e il cavalletto di un noto pittore milanese. Dipinge a olio su tela, cartone e legno. Si ispira a luoghi e oggetti della natura, creando evidenti legami con la sua opera scritta, specie quella in versi. Alcune sue opere sono riprodotte nel libro-manifesto Diario (Xenion Edizioni, 2013). Molte sono parte di collezioni private, in Europa e in America.
- Diario, Il libro dipinto Xenion Edizioni, 2013

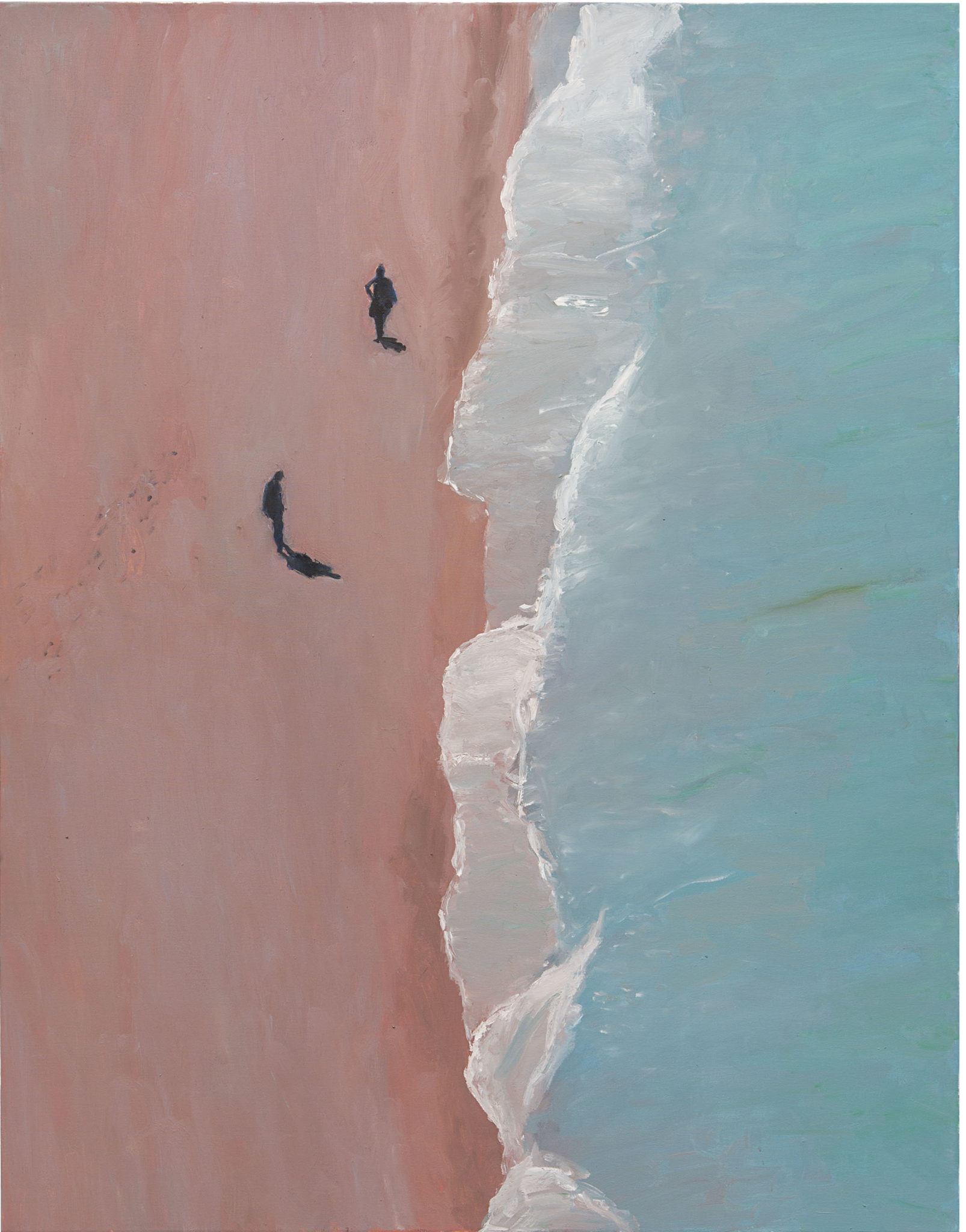
Due, olio su tela di Nicola Gardini

## Opere

### Romanzi
- Così ti ricordi di me, Milano, Sironi, 2003, ISBN 88-518-0008-1.
- Lo sconosciuto, Milano: Sironi, 2007, ISBN 978-88-518-0090-1; Vicenza, Beat, 2012 ISBN 978-88-6559-091-1.
- I baroni. Come e perché sono fuggito dall'università italiana, Milano, Feltrinelli, 2009, ISBN 978-88-07-17170-3; Collana UEF, Feltrinelli, 2013, ISBN 978-88-07-88129-9.
- Le parole perdute di Amelia Lynd, Milano, Feltrinelli, 2012, ISBN 978-88-07-01881-7. (Vincitore del Premio Viareggio-Repaci 2012[2])
- Fauci, Milano, Feltrinelli, 2013, ISBN 978-88-07-03069-7.
- La vita non vissuta, Milano, Feltrinelli, 2015, ISBN 978-88-07-03157-1.
- Nicolas, Milano, Garzanti, 2022, ISBN 978-88-11-00125-6.

### Raccolte di poesia
- La primavera, in Nuovi poeti italiani 4, Collezione di poesia, Torino, Einaudi, 1995.
- Atlas, Milano, Crocetti, 1998.
- Nind, Pistoia, Atelier, 2002.
- Sag Harbor, Napoli, D'if, 2003, ISBN 88-88413-11-1.
- Le nuvole, Milano, Crocetti, 2007, ISBN 88-8306-181-0.
- Le parti dell'amore, Milano, Sedizioni, 2010, ISBN 978-88-89484-51-7.
- Stamattina, Ladolfi, 2014.
- Tradurre è un bacio, Ladolfi, 2015.

### Saggi
- Le umane parole. L'imitazione nella lirica europea del Rinascimento da Bembo a Ben Jonson, Collana Testi e pretesti, Milano, Bruno Mondadori, 1997, ISBN 88-424-9444-5.
- L'antico, il nuovo, lo straniero nella lirica moderna. Esempi da una storia della poesia, Milano, Ed. dell'Arco, 2000, ISBN 88-86042-33-7.
- Letteratura comparata. Metodi, periodi, generi, Mondadori Università, 2002, ISBN 978-88-882-4207-1.
- Breve storia della poesia occidentale. Lirica e lirismo dai provenzali ai postmoderni, Milano, Bruno Mondadori, 2002, ISBN 88-424-9294-9.
- Com'è fatta una poesia? Introduzione alla scrittura in versi, Milano, Sironi, 2007, ISBN 978-88-518-0088-8.
- Rinascimento, Collana Piccola Biblioteca.Mappe n.18, Torino, Einaudi, 2010, ISBN 978-88-06-19593-9.
- Per una biblioteca indispensabile. Cinquantadue classici della letteratura italiana, Collana Piccola Biblioteca.Mappe n.30, Torino, Einaudi, 2011, ISBN 978-88-06-20635-2.
- Lacuna. Saggio sul non detto, Collana Piccola Biblioteca.Nuova serie n.627, Torino, Einaudi, 2014, ISBN 978-88-06-20636-9.
- Viva il latino. Storie e bellezza di una lingua inutile, Collana Saggi, Milano, Garzanti, 2016, ISBN 978-88-11-68898-3.
- Con Ovidio. La felicità di leggere un classico, Collana Saggi, Milano, Garzanti, 2017, ISBN 978-88-11-67315-6.
- Le 10 parole latine che raccontano il nostro mondo, Collana Saggi, Milano, Garzanti, 2018, ISBN 978-88-1160-237-8.
- Istruzioni per dipingere, Collana La biblioteca della spiga, Milano, Garzanti, 2018, ISBN 978-88-116-0238-5.
- Rinascere. Storie e maestri di un'idea italiana, Collana Saggi, Milano, Garzanti, 2019, ISBN 978-88-116-0900-1.
- Il libro è quella cosa, Collana I piccoli grandi libri, Milano, Garzanti, 2020, ISBN 978-88-116-0942-1.
- Viva il greco. Alla scoperta della lingua madre, Collana Saggi, Milano, Garzanti, 2021, ISBN 978-88-118-1800-7.
- Elogio del latino. Una lingua da amare, con Claudia Arletti, Roma, la Repubblica-GEDI, 2021, ISBN 977-11-286-0815-7.

### Traduzioni
- Ovidio, Heroides, Milano: Mondadori, 1994 ISBN 88-04-38432-8
- Ovidio, Tristia, Milano: Mondadori, 1995 ISBN 88-04-39309-2
- W. H. Auden, Un altro tempo, Milano: Adelphi ("Biblioteca Adelphi"), 1997 ISBN 88-459-1290-6 (uscito anche come allegato al "Corriere della Sera" nel 2004)
- Ted Hughes, Fiori e insetti, qualche uccello e un paio di ragni, con un saggio di Derek Walcott, Milano: Oscar Mondadori, 2000 ISBN 88-04-48495-0
- Emily Dickinson, Buongiorno notte, Milano: Crocetti, 2001 ISBN 88-8306-036-9
- Il senso del desiderio. Poesia gay dell'età moderna, Milano: Crocetti, 2001 ISBN 88-8306-055-5
- Marco Aurelio, Colloqui con se stesso, Milano: Medusa, 2005 ISBN 88-7698-015-6
- Virginia Woolf, Sulla malattia, Torino: Bollati Boringhieri, 2006 ISBN 88-339-1678-2
- Charles Simić, Club midnight, Milano: Adelphi, 2008 ISBN 978-88-459-2301-2
- Ted Hughes, Poesie (con Anna Ravano), Milano: Mondadori ("I Meridiani"), 2008 ISBN 978-88-04-57389-0
- Catullo, Carmina. Il libro delle poesie, Feltrinelli, 2014
- George Orwell, 1984, Milano, Mondadori, 2019.

### Altro
- Raffaella Fletcher e Peter Mayle, Caramelle pericolose, Milano: Sperling & Kupfer, 1992 ISBN 88-200-1274-X (traduzione)
- Introduzione all'antologia Concerto di poesia, Milano: Trenno, 1997
- Prefazione a Daniel Javitch, Ariosto classico. La canonizzazione dell'Orlando Furioso, Milano: Bruno Mondadori, 1999 ISBN 88-424-9456-9
- Latino, Milano: Alpha Test, 1999 ISBN 88-483-0028-6 (una grammatica di latino)
- Critica letteraria e letteratura italiana. Autori, movimenti, interpretazioni, Torino: Einaudi scuola, 1999 ISBN 88-286-0363-1
- Introduzione a Bruno Berni (a cura di), Apparenze. Dieci racconti di narratori danesi, Cava de' Tirreni: Avagliano, 2002 ISBN 88-8309-101-9
- Generi letterari (con Francesco Sberlati), in Enrico Malato e Luciano Formisano (a cura di), Storia della letteratura italiana, vol. 12: La letteratura italiana fuori d'Italia, Roma: Salerno, 2002, pp. 343–97